# Colegiul Național Militar „Ștefan cel Mare” din Câmpulung Moldovenesc
Colegiul Național Militar „Ștefan cel Mare” este o instituție militară de învățământ secundar superior (liceal) din Municipiul Câmpulung Moldovenesc. Colegiul se înscrie în filiera vocațională, profilul militar, specializarea matematică-informatică. Liceul a fost înființat în anul 1924 la Cernăuți printr-un Înalt Decret Regal al Majestății Sale Regele Ferdinand I. Acesta a continuat să funcționeze în Cernăuți până când nordul Bucovinei a fost anexat abuziv de Uniunea Sovietică, în 1939 (Pactul Ribbentrop-Molotov). La cea de-a LXXV - a aniversare de la înființarea liceului militar din Cernăuți (Câmpulung Moldovenesc), instituția a primit titulatura de „Colegiu Național Militar”.

## Funcționare
Colegiul funcționează în regim de internat. Scopul Colegiului Național Militar  „Stefan cel Mare” este furnizarea de servicii de educație prin care se asigură socializarea militară inițială și pregătirea resursei umane care va accede, prin concurs, în oricare instituție de învățământ postliceal și superior din Armata Română, în care se formează militari de profesie.

## Istorie
Colegiul Național Militar „Ștefan cel Mare“ a fost înființat la 25 noiembrie 1924, la Cernăuți, actul său de naștere fiind consfințit prin Înaltul Decret Regal nr. 3889 semnat de Majestatea Sa Regele Ferdinand I.
Cel de-Al Doilea Război Mondial (1939-1945) și anexarea ilegală a Bucovinei de Nord, de către Uniunea Sovietică (Pactul Ribbentrop-Molotov) au marcat existența liceului, determinând mutarea acestuia – de la Cernăuți la Roman (iunie 1940), la Târgoviște (iulie 1940) apoi la Câmpulung Muscel (octombrie 1940), din nou la Cernăuți (octombrie 1941), apoi la Timișoara (ianuarie 1944) și la Pitești (ianuarie 1945) – și în final desființarea sa (mai 1945).
Liceul se reînființează sub numele de Școala Militară Medie Nr. 1 Câmpulung Moldovenesc, la 1 septembrie 1953, funcționând timp de 3 ani, până la terminarea construcției, cu destinație specială din Câmpulung Moldovenesc, la Iași, în localul Școlii Militare de Ofițeri de Infanterie nr. 3. La împlinirea a 450 de ani de la moartea lui Ștefan cel Mare, la 2 iulie 1954, instituția reprimește numele marelui voievod și devine Școala Militară Medie "Ștefan cel Mare" Câmpulung Moldovenesc.
Liceul se mută în localul nou construit de garnizoana Câmpulung Moldovenesc în perioada 1-10 august 1956. Schimbarea denumirii instituției din Școala Militară Medie "Ștefan cel Mare" în Liceul Militar „Ștefan cel Mare“ a avut loc la 1 ianuarie 1957, iar începând cu 1 decembrie 1999, Liceul Militar "Ștefan cel Mare" își schimbă denumirea în Colegiul Militar Liceal „Ștefan cel Mare”.
La aniversarea a 80 de ani de existență, la 25 noiembrie 2004, colegiul a fost decorat cu Ordinul Virtutea Militară în Grad de Cavaler, cu însemne pentru militari.
La 25 noiembrie 2009, la aniversarea a 85 de ani de la înființare, șeful Statului Major al Forțelor Terestre conferă Colegiului Național Militar „Ștefan cel Mare“ „Emblema de Onoare a Forțelor Terestre“. Cu același prilej, instituției i-a fost înmânat și Steagul de Identificare.